# Доброго дня, добра людина!
«Доброго дня, добра людино!» — радянський художній фільм 1973 року, знятий режисером Хабібом Файзієвим на кіностудії «Таджикфільм».

## Сюжет
Молодий інженер Азіз Гуямов, всупереч думці автора проєкту дороги Султанова, вважає, що кишлак необхідно зберегти.

## У ролях
- Хабібулло Абдуразаков — Азіз Гулямов
- Наталія Величко — Ольга
- Гурміндж Завкібеков — Султанов
- Набі Рахімов — Шухрат-бобо
- Аслі Бурханов — Курбан
- Нозукмо Шомансурова — Равша
- Ісамат Ергашев — Джалол
- А. Атакулов — Рахімов
- Олександр Ходжаєв — роль другого плану
- Мушарафа Касимова — роль другого плану
- Курбан Шаріпов — роль другого плану
- Мукаррама Камалова — роль другого плану
- К. Назаров — роль другого плану
- Євген Сегеді — роль другого плану
- Абдусалом Рахімов — роль другого плану
- Сітора Алієва — роль другого плану
- Раззак Хамраєв — роль другого плану
- Гульсара Абдуллаєва — роль другого плану

## Знімальна група
- Режисер — Хабіб Файзієв
- Сценарист — Єлизавета Смирнова
- Оператор — Заур Дахте
- Композитор — Фаттох Одіна
- Художник — Михайло Чочієв